# Бюрре
Бюрре́ (фр. и окс. Burret) — коммуна во Франции, находится в регионе Окситания. Департамент коммуны — Арьеж. Входит в состав кантона Фуа-Рюраль. Округ коммуны — Фуа.
Код INSEE коммуны — 09068.
Одна из коммун, отмеченных «Зелёной звездой эсперанто» (эсп. La verda stelo, фр. L'Étoile verte espérantiste), наградой французского эсперанто-сообщества, присуждаемой населённым пунктам, где в переписях официально подсчитывается число говорящих на этом искусственном языке.

## Население
Население коммуны на 2008 год составляло 38 человек.
| 1962 | 1968 | 1975 | 1982 | 1990 | 1999 | 2008 |
| ---- | ---- | ---- | ---- | ---- | ---- | ---- |
| 6    | 16   | 12   | 31   | 18   | 22   | 38   |

## Экономика
В 2007 году среди 28 человек в трудоспособном возрасте (15—64 лет) 17 были экономически активными, 11 — неактивными (показатель активности — 60,7 %, в 1999 году было 75,0 %). Из 17 активных работали 16 человек (10 мужчин и 6 женщин), безработной была 1 женщина. Среди 11 неактивных 1 человек был учеником или студентом, 6 — пенсионерами, 4 были неактивными по другим причинам.

## Достопримечательности
- Водяная мельница. Была отреставрирована и открыта для посещений в октябре 2003 года.